# Dión Martínez
Dión M. Martínez (26 de junio de 1837 - 11 de marzo de 1928) fue un maestro de ajedrez cubano-norteamericano.

## Palmarés
Fue considerado uno de los jugadores más fuertes en Filadelfia. Allí jugó algunos encuentros contra James Mason, 4:5 en 1874 y 3:1 en 1875, contra Wilhelm Steinitz, 0:7 en noviembre de 1882, 2'5:4'5 en diciembre de 1882 y 1:10 en 1883 y contra Johannes Zukertort, 3'5:9'5 en 1884.
Participó en dos Congreso de Ajedrez de los Estados Unidos. En el cuarto congreso en Filadelfia en 1876, donde James Mason ganó, y resultó en novena posición. En el sexto congreso en Nueva York en 1889, donde Mijaíl Chigorin ganó, y resultó en decimoctava posición.
Un retrato de Dión M. Martínez, junto con otros participantes del sexto congreso, apareció en el The New York Times, el 16 de junio de 1889, en la página 8, bajo el título de los reyes del ajedrez.